# DJ Toomp
Aldrin Davis (ur. 2 sierpnia 1969 w Atlancie), znany na scenie muzycznej jako DJ Toomp – amerykański DJ i producent muzyczny, aktywny od II połowy lat 80. Współpracował między innymi z: T.I., MC Shy D, Lil Jonem, Young Jeezym i Kanye Westem. Zdobył 1 Nagrodę Grammy, a 4 razy był nominowany do niej.

## Życiorys i kariera muzyczna
Ojciec Aldrina Davisa był głównym wokalistą rhythm and bluesowego zespołu The MVP. Zaczął przygotowywać syna do zawodu piosenkarza, gdy ten miał sześć lat. Aldrin Davis zdradzał uzdolnienia muzyczne w szkole średniej, ale zrezygnował ze śpiewania, by zostać DJ-em i producentem muzycznym. Karierę rozpoczął w 1985 roku produkując album rapera z rodzinnego miasta, kolegi ze szkolnej ławki, Raheema the Dreama. Zdobył niewielkie, lokalne grono zwolenników. We wczesnych latach 90. pracował jako DJ dla Shy D and Luke oraz 2 Live Crew, ale jako producent był wciąż stosunkowo nieznany. Przełom nastąpił w 1997 roku, gdy poznał innego lokalnego rapera, T.I. zaprzyjaźniając się z nim. W 2001 roku Toomp współpracował jako producent przy debiutanckim albumie T.I., I’m Serious, a później przy jego kolejnych albumach: Trap Muzik (2003), Urban Legend (2004) i King (2006).
Wyprodukował również piosenki: „Two Miles an Hour” Ludacrisa (z albumu The Red Light District), „I Luv It” Young Jeezy’ego (z albumu The Inspiration: Thug Motivation 102 oraz „Pocket Full of Paper” Young Bucka (z albumu Buck the World). Ponadto zaangażował dwóch nowych raperów, Jack Buna i Suga Suga, do swojej nowo powstałej wytwórni, Nzone Entertainment.
Wyprodukował singel „What You Know” T.I. (wydany w 2006 roku nakładem Grand Hustle i Atlantic), który doszedł do 3. miejsca na liście Hot 100 tygodnika Billboard oraz do pierwszych miejsc na Hot R&B/Hip-Hop Songs i Hot Rap Songs. 14 grudnia 2006 roku zyskał certyfikat podwójnej platynowej płyty za sprzedaż ponad 2 milionów egzemplarzy. Został też nominowany do nagrody Grammy.
Współpracę z T.I Toomp kontynuował również w II dekadzie XXI wieku produkując (we współpracy z innymi) jego albumy: Trouble Man: Heavy is the Head (2012), Paperwork (2014) i The Dime Trap, jako producent wykonawczy). W tym samym okresie był również współproducentem albumów: Kiss the Ring (2012) DJ-a Khaleda, Hood Billionaire (2014) i Port of Miami 2 (2019) Ricka Rossa oraz The Lost Tapes 2 (2019) Nasa.

## Nagrody i nominacje
Aldrin Davis zdobył 1 Nagrodę Grammy, a 4 razy był nominowany do niej:

### Wygrana
- 2008 – 50. ceremonia wręczenia nagród Grammy:
  - singiel „Good Life” Kanye Westa w kategorii: Best Rap Song

### Nominacja
- 2008 – 50. ceremonia wręczenia nagród Grammy:
  - album Graduation Kanye Westa w kategorii: Album roku
  - singel „Can't Tell Me Nothing” Kanye Westa – w kategorii: Best Rap Song
- 2007 – 49. ceremonia wręczenia nagród Grammy:
  - singel „What You Know” T.I. – w kategorii: Best Rap Song

## Wyróżnienia
W 2019 roku Toomp znalazł się na liście „45 najważniejszych producentów hip-hopowych po roku 2000” magazynu XXL.